# Raponji
Raponji is een plaats in de gemeente Svetvinčenat in de Kroatische provincie Istrië. De plaats telt 69 inwoners (2001).